# Makopong
Makopong è un villaggio del Botswana situato nel distretto di Kgalagadi, sottodistretto di Kgalagadi South, nelle vicinanze del confine con il Sudafrica. Il villaggio, secondo il censimento del 2011, conta 1.697 abitanti.

## Località
Nel territorio del villaggio sono presenti le seguenti 16 località:
- Batlhwai,
- Didibana (Proposed),
- Gowa di 50 abitanti,
- Maiteko di 4 abitanti,
- Mambata di 8 abitanti,
- Masamane Lands di 7 abitanti,
- Mashawana di 1 abitante,
- N-one di 12 abitanti,
- Nakatsanare di 8 abitanti,
- Ntshutela di 7 abitanti,
- Pebane di 11 abitanti,
- Tekeletso/Boyabatho di 19 abitanti,
- Tsaputsapu / Tjaputjapu di 10 abitanti,
- Tshane di 13 abitanti,
- Tshololametsi di 6 abitanti,
- Tshwaragano